# Ingrid Simons
Ingrid Simons (Paramaribo, 17 november 1963) is een Surinaams-Nederlands zangeres.

## Biografie
Al op jonge leeftijd besloot Simons dat ze van muziek haar werk zou gaan maken. In 1986 ontmoette ze Bernadette Kraakman, waarmee ze het duo Double Trouble vormde. Hiermee verwierf Simons nationale bekendheid. Later was ze actief als zangeres in T-Spoon en Ebonique.
Simons heeft getoerd met Rob de Nijs en is de stem achter de hitsingle No Time 2 Waste van T-Spoon.
Ook zong ze samen met haar ex Gordon het liedje Liefde zonder eind. In 1995 zong Simons samen met Martijn Schimmer het nummer Goede tijden, slechte tijden, dat als titelsong diende voor de gelijknamige RTL 4-soap Goede tijden, slechte tijden. Het nummer werd voor de titelsong ingekort, waarbij alleen Simons te horen was. Deze variant werd tot 2005 als titelsong gebruikt en hiermee is het de langste variant die te horen was als titelsong. Ook was zij verantwoordelijk voor de vrouwenstem in o.a. Luv U More en Rainbow in the Sky van DJ Paul Elstak. De laatste jaren  zingt ze onder andere in Ik hou van Holland en Sing It. Ook is ze achtergrondzangeres bij de Toppers. Op 24, 29, 30 & 31 mei 2014 trad Simons als gastartiest op tijdens Toppers in Concert in de Amsterdam ArenA. Simons zong ook de programma-opener "het is weer vrijdag, de week is weer voorbij" van de Nederlandse Top 40 op Radio 538 in. Deze programma-opener was te horen van 1997 t/m 2014. Sinds eind september 2014 wordt een remake van deze uuropener gebruikt.

## Persoonlijk
Simons is de moeder van Eva Simons, die bekend werd als lid van de meidengroep Raffish en nu zelf internationale successen heeft als zangeres. Tevens is zij de schoondochter van de Amsterdamse accordeonist Johnny Meijer.